# Hi-Five
「Hi-Five」（ハイファイブ）は、Superflyの5枚目のシングル。

## 概要
2008年4月23日に発売された。初回プレス盤のみデジパックケース仕様。
前作『愛をこめて花束を』から約2ヶ月のスパンで発売された。au KDDI『LISMO』のキャンペーンソングとして4月1日から5月20日まで起用されていた（自身もCMに出演）。なお、キャンペーン連動企画として、auが運営するインターネットショッピングサイトのau recordsでは、先着購入特典として『LISMO』オリジナルステッカーが付属している。
カップリングには、2007年にiTunes Store限定で配信された配信限定ライブカバーシングル『Live from Tokyo』より3曲が収録され、初のCD音源化となる。
北海道日本ハムファイターズの二岡智宏選手が、2012年6月17日と18日の選手プロデュースデーにて登場曲として用いられたり、広島東洋カープの天谷宗一郎選手も、一時期登場曲として、用いていた。

### 批評
マーティ・フリードマンは、個人的に「叫び系の女性ボーカル」が苦手で越智志帆のボーカルはストライクゾーンからは外れていたが『Hi-Five』は、いつもの彼女のボーカルより、ちょっとシャウトが抑え目で、そのぶん曲全体のハッピーは雰囲気を楽しませてくれるアレンジになっているため聴いた瞬間に一発で好きになったという。また、「ファンキーな70年代のポップソングの構成をうまく再現してくれているから、当時の音楽を知っている人にとっては懐かしい味がすると思う。その一方で、ちゃんと現代風なサウンドも加えてくれているから、若い人たちにとっては、逆に新鮮な味に感じるんじゃないかな。両方の世代の音楽ファンにアピールできるという点で、2倍おいしいサウンド」と評している。

## 収録曲
1. Hi-Five (4:00)
  - au KDDI『LISMO』キャンペーンソング

作詞：越智志帆+jam　作曲：多保孝一　編曲：蔦谷好位置+多保孝一
タイトルの「Hi-Five」とはハイタッチするという意味。上記のタイアップにより、越智は初のCM出演をしている。もともとは、2007年にSuperfly×JETとして発表した楽曲「i spy i spy」の原曲として制作された曲である（詳細は項目を参照のこと）。サウンド面では初めて曲中にブラスサウンドを取り入れた。歌詞は作詞家との共作になっているが、これは『ROCKIN'ON JAPAN』（ロッキング・オン）2009年5月号のインタビューにおいて「歌詞の書き方が分からず煮詰まっており、締め切りまでに間に合わなかった」と語っている。また、歌詞の一部には英語に聞こえる日本語が使われている。「愛せ→I say」(1番Aメロ冒頭)、「有能→You know」(2番Aメロ冒頭)。
2. Honky Tonk Women 〜Performed Live for iTunes on 06/08/2007〜 (3:17) 
作詞：K.Richards M.Jagger　作曲：K.Richards M.Jagger
ローリング・ストーンズのカバー。
3. Bad, Bad Leroy Brown 〜Performed Live for iTunes on 06/08/2007〜 (3:09)
作詞：J.Croce　作曲：J.Croce
ジム・クロウチのカバー。
4. Desperado 〜Performed Live for iTunes on 06/08/2007〜 (3:32)
作詞：G.L.Frey D.Henley　作曲：G.L.Frey D.Henley
イーグルスのカバー。

## 収録アルバム
Hi-Five
- 『Superfly』（#1）
- 『Superfly BEST』（#6・Disc 1）
- 『Superfly 10th Anniversary Greatest Hits “LOVE, PEACE & FIRE”』（#8・Disc 2）

Honky Tonk Women
- 『Wildflower & Cover Songs:Complete Best 'TRACK 3'』（#6・Disc 2）

Bad, Bad Leroy Brown
- 『Wildflower & Cover Songs:Complete Best 'TRACK 3'』（#7・Disc 2）

Desperado
- 『Wildflower & Cover Songs:Complete Best 'TRACK 3'』（#9・Disc 2）